# Acacia montana
Acacia montana är en ärtväxtart som beskrevs av George Bentham. Acacia montana ingår i släktet akacior, och familjen ärtväxter. IUCN kategoriserar arten globalt som livskraftig. Inga underarter finns listade i Catalogue of Life.